# LP Vampula
LP Vampula est un club finlandais de volley-ball fondé en 1946 et basé à Huittinen, évoluant pour la saison 2019-2020 en LML.

## Effectifs

### Saison 2020-2021
| No                                                                                      | Nom                                                                                     | Date de naissance                                                                       | Taille                         | Poids                          | Poste                          |
| --------------------------------------------------------------------------------------- | --------------------------------------------------------------------------------------- | --------------------------------------------------------------------------------------- | ------------------------------ | ------------------------------ | ------------------------------ |
| 2                                                                                       | Aino-Kaisa Etelä                                                                        | 29 décembre 2001                                                                        | 173                            |                                | Passeuse                       |
| 4                                                                                       | Jenni Jantunen                                                                          | 4 février 2001                                                                          | 181                            | 72                             | Centrale                       |
| 5                                                                                       | Aino Ollonen                                                                            | 6 mars 2002                                                                             | 180                            | 68                             | Réceptionneuse-attaquante      |
| 6                                                                                       | Iina Niemelä                                                                            | 26 mars 1999                                                                            | 170                            | 65                             | Libero                         |
| 7                                                                                       | Veera Hämäläinen                                                                        | 21 janvier 1998                                                                         | 176                            | 75                             | Réceptionneuse-attaquante      |
| 8                                                                                       | Jutta Riikonen                                                                          | 25 février 2000                                                                         | 179                            | 74                             | Réceptionneuse-attaquante      |
| 10                                                                                      | Laura Laukkanen                                                                         | 8 août 2002                                                                             | 187                            | 78                             | Centrale                       |
| 11                                                                                      | Silja Kosonen                                                                           | 15 mai 2000                                                                             | 190                            | 73                             | Réceptionneuse-attaquante      |
| 12                                                                                      | Emilia Joensalo                                                                         | 10 mars 1995                                                                            | 162                            | 60                             | Libero                         |
| 14                                                                                      | Mila Viljanen                                                                           | 4 septembre 1996                                                                        | 178                            | 67                             | Passeuse                       |
| 16                                                                                      | Julia Seikkula                                                                          | 20 août 2001                                                                            | 182                            |                                | Réceptionneuse-attaquante      |
| ?                                                                                       | Taylor Milton                                                                           | 22 août 1992                                                                            | 184                            |                                | Attaquante                     |
| ?                                                                                       | Deyshia Lofton                                                                          | 12 octobre 1998                                                                         | 187                            |                                | Centrale                       |
|                                                                                         |                                                                                         |                                                                                         |                                |                                |                                |
| Encadrement technique                                                                   | Encadrement technique                                                                   |                                                                                         | Légende                        | Légende                        | Légende                        |
| Entraîneur : Darko Dobreskov                                                            | Entraîneur : Darko Dobreskov                                                            | Entraîneur : Darko Dobreskov                                                            | : Capitaine                    | : Capitaine                    | : Capitaine                    |
| Entraîneur(s) adjoint(s) : Jani Lindgren Entraîneur(s) adjoint(s) : Aleksandra Petrović | Entraîneur(s) adjoint(s) : Jani Lindgren Entraîneur(s) adjoint(s) : Aleksandra Petrović | Entraîneur(s) adjoint(s) : Jani Lindgren Entraîneur(s) adjoint(s) : Aleksandra Petrović | : Joueuse blessée actuellement | : Joueuse blessée actuellement | : Joueuse blessée actuellement |
| Manager général : Timo Talvitie                                                         |                                                                                         |                                                                                         |                                |                                |                                |